# NUTS:DK
Als NUTS:DK oder NUTS-Regionen in Dänemark bezeichnet man die territoriale Gliederung Dänemarks gemäß der europäischen „Systematik der Gebietseinheiten für die Statistik“ (NUTS).

## Grundlagen
In Dänemark werden die drei NUTS-Ebenen wie folgt belegt:
- NUTS-1: Dänemark
- NUTS-2: die 5 Regioner (Regionen)
- NUTS-3: die 11 Landsdele (Landesteile)

## Liste der NUTS-Regionen in Dänemark
| NUTS 1 | NUTS 1   | NUTS 2 | NUTS 2                                    | NUTS 3 | NUTS 3               |
| ------ | -------- | ------ | ----------------------------------------- | ------ | -------------------- |
| DK0    | Dänemark | DK01   | Region Hovedstaden (Hauptstadtregion)     | DK011  | Byen København       |
| DK0    | Dänemark | DK01   | Region Hovedstaden (Hauptstadtregion)     | DK012  | Københavns omegn     |
| DK0    | Dänemark | DK01   | Region Hovedstaden (Hauptstadtregion)     | DK013  | Nordsjælland         |
| DK0    | Dänemark | DK01   | Region Hovedstaden (Hauptstadtregion)     | DK014  | Bornholm             |
| DK0    | Dänemark | DK02   | Region Sjælland (Region Seeland)          | DK021  | Østsjælland          |
| DK0    | Dänemark | DK02   | Region Sjælland (Region Seeland)          | DK022  | Vest- og Sydsjælland |
| DK0    | Dänemark | DK03   | Region Syddanmark (Region Süddänemark)    | DK031  | Fyn                  |
| DK0    | Dänemark | DK03   | Region Syddanmark (Region Süddänemark)    | DK032  | Sydjylland           |
| DK0    | Dänemark | DK04   | Region Midtjylland (Region Mitteljütland) | DK041  | Vestjylland          |
| DK0    | Dänemark | DK04   | Region Midtjylland (Region Mitteljütland) | DK042  | Østjylland           |
| DK0    | Dänemark | DK05   | Region Nordjylland (Region Nordjütland)   | DK051  | Nordjylland          |

Vor der Verwaltungsreform 2007 gliederte sich Dänemark wie folgt:
| NUTS 1 | NUTS 1   | NUTS 2 | NUTS 2   | NUTS 3 | NUTS 3                              |
| ------ | -------- | ------ | -------- | ------ | ----------------------------------- |
| DK0    | Dänemark | DK00   | Dänemark | DK001  | Kopenhagen und Fredriksberg         |
| DK0    | Dänemark | DK00   | Dänemark | DK002  | Københavns Amt (Amt Kopenhagen)     |
| DK0    | Dänemark | DK00   | Dänemark | DK003  | Frederiksborg Amt                   |
| DK0    | Dänemark | DK00   | Dänemark | DK004  | Roskilde Amt                        |
| DK0    | Dänemark | DK00   | Dänemark | DK005  | Vestsjællands Amt (Amt Westseeland) |
| DK0    | Dänemark | DK00   | Dänemark | DK006  | Storstrøms Amt                      |
| DK0    | Dänemark | DK00   | Dänemark | DK007  | Bornholms Amt                       |
| DK0    | Dänemark | DK00   | Dänemark | DK008  | Fyns Amt (Amt Fünen)                |
| DK0    | Dänemark | DK00   | Dänemark | DK009  | Sønderjyllands Amt (Amt Südjütland) |
| DK0    | Dänemark | DK00   | Dänemark | DK00A  | Ribe Amt                            |
| DK0    | Dänemark | DK00   | Dänemark | DK00B  | Vejle Amt                           |
| DK0    | Dänemark | DK00   | Dänemark | DK00C  | Ringkjøbing Amt                     |
| DK0    | Dänemark | DK00   | Dänemark | DK00D  | Århus Amt                           |
| DK0    | Dänemark | DK00   | Dänemark | DK00E  | Viborg Amt                          |
| DK0    | Dänemark | DK00   | Dänemark | DK00F  | Nordjyllands Amt (Amt Nordjütland)  |